# 1276년

## 연호
- 남송(南宋) 덕우(德祐) 2년 / 경염(景炎) 원년
- 원(元) 지원(至元) 13년
- 일본(日本) 겐지(建治) 2년
- 쩐 왕조(陳朝) 바오푸(寶符) 4년

## 기년
- 남송(南宋) 공제(恭帝) 2년 / 단종(端宗) 원년
- 원(元) 세조(世祖) 17년
- 고려(高麗) 충렬왕(忠烈王) 2년
- 쩐 왕조(陳朝) 성종(聖宗) 19년